# فرودگاه موالا
فرودگاه موالا (به انگلیسی: Moala Airport) یک فرودگاه همگانی با کد یاتا MFJ است . این فرودگاه در کشور فیجی قرار دارد و در ارتفاع ۴ متری از سطح دریا واقع شده‌است.